# 樂高英雄工廠
《樂高英雄工廠》（英語：Hero Factory）是一部改編自樂高同名玩具系列的美國科幻電視動畫，極限動畫工作室為樂高集團製作。該動畫以打擊犯罪組織「英雄工廠」展開，致力於打造機器人士兵來打擊和逮捕整個銀河系的罪犯，守護機器人民眾。主角群阿爾法一號小隊（Team Alpha 1）是英雄工廠最成功、最受讚譽的團隊。
《樂高英雄工廠》2010年9月20日至2014年1月9日期間在尼克卡通上播出。起初該動畫以僅四集的迷你劇播出，之後隨著玩具的推出而增加至11集。

## 發行
前四集在2010年9月連續播出了四晚，後來在接下來的11月16日以一部名為《樂高英雄工廠：新秀崛起》（Hero Factory: Rise of the Rookies）的單集電影發行。第五集「烈火的考驗」（Ordeal of Fire）首播於2011年4月，隨後為分成上下兩部的一小時特別節目「野蠻星球」（Savage Planet），於2011年9月播出。三者都於2011年10月4日以《樂高英雄工廠：蠻荒星球》（Hero Factory: Savage Planet）名義合成一部電影，「烈火的考驗」則當成額外附錄。2012年4月播出上下兩集的「越獄」（Breakout）。
2013年3月，第10集「大腦攻擊波」（Brain Attack）在官方英雄工廠網站上首播，次月在尼克卡通上播出。由樂高與設計合作夥伴和動畫公司共同製作的另一集名為「地下危機」（Invasion from Below）。儘管由不同的工作室製作，但該劇集與該動畫的其餘劇集仍具連貫。該劇集於2014年1月作為同名網絡遊戲的一部分首播，自從樂高決定在2014年之後停產英雄工廠後，「地下危機」成為該動畫的最後一集。

## 登場角色

### 英雄
- 「雪暴」佩斯頓（Preston Stormer）

阿爾法一號小隊的嚴肅隊長。受到過去的失敗任務所擾，而對團隊成員抱持高要求。雪暴天生擁有領袖資質，身經百戰且成熟穩重。尼斯事件發生後，雪暴下定決心，再也不會將新人置於任務危險之中，因此對他們特別苛刻；他指揮下的許多前任新兵要麼放棄，要麼被調走。這件事也讓他感到內疚，經常因任務出錯而責備自己。
- 「烈焰」威廉（William Furno）

最初是阿爾法一號小隊的魯莽新兵，後成為核心成員。新兵時期衝動、熱血，渴望向隊長雪暴證明自己。擁有自認能勝任各種任務的信心。時常積極訓練自我，即使休息時間也不得偷閒。烈焰是最新機型，其英雄核心異常純淨，被認為是最純潔的存在。
- 「博克」鄧肯（Dunkan Bulk）

阿爾法一號小隊資深成員，被譽為英雄工廠的現役精英之一。身強體壯，雖然智能不如其他人發達，但他以純粹的力量彌補了該缺陷。無敵也時常藉由閱讀增廣見聞。
- 「史汀」吉米（Jimi Stringer）

阿爾法一號小隊資深成員。個性淡定的哲學家兼音樂老手，相當熱愛音樂。相比其他成員，史汀更願意與新兵共事。
- 「閃電」馬克（Mark Surge）

最初是阿爾法一號小隊的新兵，以及較年輕的成員之一。神經大條、易怒、偶爾脫線且缺乏安全感，但仍可謂一名出色的英雄。
- 「旋風」娜塔莉（Natalie Breez）

阿爾法一號小隊唯一的女性成員，最初是團隊的新兵。具有在壓力下保持冷靜和鎮定的天賦。富有關心無辜生命的同情心。憑藉英雄核心的設計，旋風擁有和1800種生物溝通的能力。
- 「伊奧」奈森（Nathan Evo）

後期加入的阿爾法一號小隊新兵，出色砲手、武器專家。和力斯同為首批因「升級」而打造。個性文靜，在戰鬥前冥想以刺激自己並提高反應能力。
- 「力斯」朱利葉斯（Julius Nex）

後期加入的阿爾法一號小隊新兵，溝通專家和科技天才。和伊奧同為首批因「升級」而打造。充滿熱情且善於交際，具有驚人的靈活身手和超敏感官。
- 「洛卡」丹尼爾（Daniel Rocka）

後期加入的阿爾法一號小隊新兵，也是英雄工廠特殊隱蔽部門英雄偵察隊的成員。個性任性，與初期的烈焰一樣自負，願意接受任何挑戰。
- 「尼斯」馮（Von Ness）

前阿爾法一號小隊成員，與雪暴同袍的懦弱新兵。新斯戴勒克城任務中被認為戰死。但倖存後竟成為邪惡的「力暴雷伯爵」。
- 「噴射」盧卡斯（Lukas Thresher）

前阿爾法一號小隊隊長，帶領雪暴和尼斯執行新斯戴勒克城任務後先行倒地。

### 反派

#### 力暴雷伯爵勢力
- 力暴雷伯爵（Von Nebula）

邪惡陰謀家，能藉由「黑洞球手杖」（Black Hole Orb Staff）開啟黑洞或將人吸入其中。前身為英雄「尼斯」，在新斯戴勒克城任務丟下隊長噴射和雪暴，自行開飛船逃走，後成為與現役英雄對立的存在，外貌也神祕地變形。在新斯戴勒克城設下陷阱襲擊英雄，最後被雪暴關在自己的手杖中並放置於英雄工廠保險室。受伏壓魔的幫助下逃脫、逍遙法外。在玩具上，該角的頭盔模具取自生化戰士角色千里追（Hydraxon）。
- 爆裂狂（XPlode）

能從盔甲發射尖刺炸藥的惡棍。與旋翼一起受僱於力暴雷伯爵，並與前者合作偷取英雄工廠運輸車上的炸藥，直到英雄阻止了他們。旋翼被捕後，爆裂狂自行逃走。最後爆裂狂仍被英雄逮捕。
- 旋翼

能藉由背上的螺旋槳飛行的大塊頭。與爆裂狂一起受僱於力暴雷伯爵，最後被烈焰制伏而被逮捕。
- 腐蝕魔（Corroder）

似螃蟹外型的惡棍，擁有一對能噴射腐蝕液的大螯。入侵監獄作亂後，發現自己被英雄包圍而逃離現場。最後仍被英雄逮捕。
- 核熔

以放射物質為攻擊手段，放射物中含有能入侵機器人心智的奈米機器人。被力暴雷伯爵指派來控制雪暴。最後被英雄逮捕。
- 雷霆

與腐蝕魔等罪犯一起隨隕石登陸新斯戴勒克城襲擊英雄，配備電磁砲。最後被英雄逮捕。

#### 火惡棍
- 火王

襲擊太空22號輸油站的火惡棍（Fire Villains）領導者，以能釋放火焰攻擊的「熔岩衝擊波」（Lava Blaster）為武器；能藉由雙手吸收燃料來強化自身力量。原為塔羅斯5號行星的採礦機器人，被科學家修改後能夠吸收比身體更多的燃料，最終因權力而腐敗，帶著另外三名機器人成為通緝犯，四處作亂，企圖掌控銀河系所有的燃料。最後在吸收燃料時遭閃電阻止，導致手部斷裂而遭逮捕。越獄事件後仍逍遙法外。
- 烈焰霸（Nitroblast）

襲擊太空22號輸油站的火惡棍之一，以等離子噴槍戰鬥。戰敗後被英雄逮捕。
- 大黃蜂（Jetbug）

襲擊太空22號輸油站的火惡棍之一，擅長空戰。戰敗後被英雄逮捕。
- 雷火鑽（Drilldozer）

襲擊太空22號輸油站的火惡棍之一，擁有鑽地能力。戰敗後被英雄逮捕。

#### 巫醫及動物
- 巫醫

原名奧敵斯（Aldous Witch），雪暴的教授，曾在英雄工廠任教天文學和建築地質學，癡迷於銙石能量。「烈火的考驗」後企圖充能，但遭雪暴阻止而流放。後來到銙克星球盜採；手持帶有銙石能量的神秘頭骨手杖，利用銙石控制動物們並強化自己。最後在戰鬥中被洛卡擊敗而遭逮捕入獄。越獄事件後疑似仍逍遙法外。在玩具上，巫醫是樂高史上發售的最大可動人偶，高度超過36公分。
- 巨魔蠍（Scorpio）

被巫醫控制的銙克星球動物，尾部能發射砲彈。在英雄幫助下脫離控制。
- 猩猩象（Rawjaw）

被巫醫控制的銙克星球動物，具有巨大蠻力，負責開採銙石。在英雄幫助下脫離控制。
- 毒蜂怪（Waspix）

被巫醫控制的銙克星球動物，能高速飛行。在英雄幫助下脫離控制。
- 赤毒牙（Fangz）

被巫醫控制的銙克星球動物，數隻兇猛的狼形生物。在英雄幫助下脫離控制。

#### 黑暗軍團
- 勾魂

黑暗軍團（Legion of Darkness）的首領，與「神秘惡棍」合作成為越獄策畫者。高智力、擅於解謎，以「剃刀狼牙杖」（Razor Sabre Mace Staff）為武器，帶有一隻具有分身能力的紅魔蛛（Arachnix Drone）搭檔。在英雄工廠在銀河系建立存在之前，是個臭名昭著的罪犯，後成立黑暗軍團，企圖摧毀英雄工廠。越獄事件前曾與阿爾法一號小隊作對，後與逃脫的伏壓魔密謀越獄計劃。最後被洛卡透過能量過載而癱瘓，重新入獄。
- 魔刃

鯊魚外型惡棍，擅長水下行動，武器為岩漿之刃。被烈焰逮捕。
- 毒魄

潛伏於查亞星球的惡棍，企圖製造出毒生物為手下，擅長噴射毒氣。被伊奧逮捕。
- 變臉怪（Splitface）

擁有雙重人格，配備撕碎爪和毒物等離子槍。被閃電逮捕。
- 蜂魔

來自蜂巢星球希維魯斯V的黃蜂外型惡棍，以毒刺與噴射毒液作為攻擊手段。被旋風逮捕（與旋風皆未出現在動畫中）。
- 伏壓魔（Voltix）

銀河系臭名昭彰的兇猛惡棍，能施展電流攻擊。利用力暴雷伯爵的化身及黑洞手杖造成越獄事件。被史汀逮捕。
- 疾速魔戴蒙（Speeda Demon）

背上有兩隻持刀手臂、騎著摩托車的惡棍，個性狂傲。被雪暴逮捕。
- XT4

小說《黑暗軍團》（Legion of Darkness）角色。原為工業機器人，後被黑暗軍團重新編程為惡棍及勾魂的手下，以刀刃和圓盤切割機為武器。被力斯逮捕。

#### 被大腦沙蟲控制的生物
- 大腦沙蟲（Brains）

「神秘惡棍」在越獄事件不久後製造的蟲子生物，能藉由鎖定任何目標的腦部並對其進行精神控制。
- 狂牛霸（Pyrox）

棲息於火山的公牛型生物，以火爪當武器，被大腦沙蟲控制後進攻英雄城市，最後在雪暴的幫助下擺脫控制。
- 沙蟲怪（Scarox）

沙地爬蟲型生物，以毒牙為攻擊手段，被大腦沙蟲控制後大批進攻英雄城市，戰鬥結束後擺脫控制。
- 綠晶魔（Ogrum）

叢林中的食人魔，手持狼牙棒，被大腦沙蟲控制後大批進攻英雄城市，最後在閃電的幫助下擺脫控制。
- 殺無赦（Bruizer）

岩石巨人，持有力大無窮和堅硬的拳頭，被大腦沙蟲控制後進攻英雄城市，最後在博克的幫助下擺脫控制。
- 水龍

人型海洋生物，手持雙刀，被大腦沙蟲控制後進攻英雄城市，最後在伊奧的幫助下擺脫控制。
- 龍鏢

沉睡在洞穴中的巨龍型生物，口中能吐出雷電彈，被大腦沙蟲控制後進攻英雄城市，最後在洛卡的幫助下擺脫控制。
- 雪怪

棲息於雪山的野獸，以冰刀和利爪為武器，被大腦沙蟲控制後進攻英雄城市，戰鬥結束後擺脫控制。

#### 野獸
- 母獸

巨大的野獸領導者和母親，有兩片翅膀且手持手杖，以及12隻眼睛。最後連同其他野獸落入強酸洞中死去。
- 跳躍蟲（Jumpers）

四足蜘蛛外型的小幼獸，數量龐大。
- 挖掘獸（Tunneler Beast）

擅長挖掘的四足野獸。
- 飛行獸（Flyer Beast）

具有飛行能力的野獸。
- 巨顎獸（Jaw Beast）

以雙手尖刺為武器的野獸。
- 合體獸（Splitter Beast）

巨大的雙頭野獸，能各自分離成個體。
- 水晶獸（Crystal Beast）

水晶皮膚的野獸，留在地下保護母后獸。

#### 其他反派
- 獵人

小說《末日盒》（The Doom Box）角色。原本是英雄工廠的英雄新兵，後來因內在的缺陷而自願離開英雄工廠，叛逃後迷上了英雄核心（銙石）而成為盜賊高手，手持「英雄核心拆解器」（Hero Core Remover Tool），也是紅魔蛛的創造者；企圖偷竊英雄工廠的武器，但最終被捕入獄。越獄事件期間留在城市消滅英雄，博克負責緝捕。在坦薩里六號星球上僱用了伏壓魔、蜂魔、XT4對抗阿爾法一號小隊，自己企圖收集碎片來啟動毀滅超級武器「末日盒」。原本打算拉攏閃電成為手下，但反被對方開了一槍，拆解器能量爆裂，遭波及而死，身軀隨之消失。
- 神秘惡棍（Mysterious Villain）

本名不詳，在「大腦攻擊波」演職人員表中掛名為「神秘惡棍」。英雄工廠的神祕死敵，潛伏在未知地點的陰影中，計劃讓伏壓魔分散英雄們的注意力，放出力暴雷伯爵間接造成越獄。將勾魂送至英雄工廠，以便對方能將「英雄工廠計劃」文件發送給自己。到手後建立了「大腦工廠」（Brain Factory），派遣大腦沙蟲進攻地球，企圖摧毀英雄工廠。真實外貌不詳，「越獄」客串時，手部直接採用力暴雷伯爵，而在「大腦攻擊波」的面貌則是勾魂的略微修改。

### 英雄工廠角色
- 納撒尼爾·齊布教授（Professor Nathaniel Zib）

英雄工廠的高級任務經理，負責監督阿爾法一號小隊當前所有任務。齊布是精明戰略家和問題解決者，這是他擔任首席任務經理所必需的特質，他在工作時保持嚴肅的態度，並願意在執行任務時和在控制室向英雄表達任務協議。
- 銙豆

齊布的助手機器人，在阿爾法一號小隊的任務中從旁協助。
- 馬古樂先生（Akiyama Makuro）

英雄工廠和馬古樂工業（Makuro Industries）創始人兼董事長。銀河系中已知最古老的機器人。為了應對宇宙中逐漸增長的邪惡，他創立英雄工廠，並親自監督每位英雄的創造。

## 劇集
| 集數 | 標題                           | 導演                         | 編劇                   | 首播日期                                  |
| --- | ------------------------------ | ---------------------------- | ---------------------- | ----------------------------------------- |
| 1 | 烈焰威廉的試煉 Trials of Furno | 馬克·巴爾多（Mark Baldo）              | 西恩·凱瑟琳·德瑞克（Sean Catherine Derek） | 2010年9月20日                             |
| 當成任務試驗之一，阿爾法一號小隊被派去看守一批炸藥，在隊長雪暴的命令下，烈焰待在英雄飛船上留守天上狀況。罪犯爆裂狂和他的瘋狂盟友旋翼襲擊運輸車並企圖搶走這批炸藥，雙方開戰。當戰鬥對英雄有利時，爆裂狂丟下旋翼自行逃跑。雪暴允許烈焰下來，表示他的任務試驗是用手銬逮捕旋翼。然而，由於他的經驗不足，罪犯設法逃脫。任務的失敗和雪暴的話讓烈焰非常努力地訓練成為更好的英雄，以至於在訓練場筋疲力盡。爆裂狂和旋翼再度襲擊了一間炸藥廠；當雪暴被擊倒時，烈焰設法在一場纏鬥中成功捕獲旋翼，但仍被爆裂狂在此前逃脫。 |                                |                              |                        |                                           |
| 2 | 核心能量之危機 Core Crisis     | 馬克·巴爾多                  | 西恩·凱瑟琳·德瑞克     | 2010年9月21日                             |
| 無敵、史汀和閃電在一座仍在建設中的監獄星球上與邪惡的腐蝕魔交戰。無敵為了救閃電而被困在鋼梁下；此時旋風將受傷的建築工人運送到醫療機器人站，而烈焰和雪暴則在英雄工廠等待核心充電。腐蝕魔輕易占上風，博克、史汀和閃電在等待支援到達前利用核心釋放防護罩，以抵擋腐蝕魔的腐蝕液，但將會耗盡他們的能量。烈焰自願派往支援。當防止耗盡能量而解除防護罩後，烈焰駕駛英雄艙撞向腐蝕魔。他在船墜毀前事先利用了彈射座椅逃過一劫。同時，旋風帶著一艘空飛船到來，烈焰藉此向敵人虛張聲勢，說旋風的船上有一支英雄小隊。腐蝕魔發現寡不敵眾，使用他的強酸武器製造煙幕並逃離現場。回到英雄工廠，獲得核心充電的無敵已康復。 |                                |                              |                        |                                           |
| 3 | 心魔 The Enemy Within          | 馬克·巴爾多                  | 西恩·凱瑟琳·德瑞克     | 2010年9月22日                             |
| 麥克倫市（Mekron City）發來一通求救警報，雪暴認識那裡的達克斯警長而帶領烈焰、閃電和旋風前往。然而，他們發現達克斯警長心智已經被控制；突然，罪犯核熔從上方到來並噴射放射物質攻擊烈焰，雪暴將烈焰推開，使自己中招。核熔伴隨大笑離開。後來他得知自己的身體被核熔的奈米機器人腐蝕心智，狂暴化的雪暴擺脫烈焰、博克、史汀的追捕，逃出了英雄工廠。博克和史汀帶著旋風與閃電前往一顆遙遠的星球獲取解毒劑，而烈焰在雪暴最討厭的廣告前找到他並與之決鬥。烈焰透過將對方比喻成一名不當的新兵尼斯，讓雪暴發現他犯了錯，使自己恢復意識。英雄們終於治癒了他，雪暴推斷有人在密謀推翻他們。同時，在宇宙某處的黑洞中心，尼斯現身，現在的他重生為邪惡的力暴雷伯爵。 |                                |                              |                        |                                           |
| 4 | 力暴雷伯爵 Von Nebula          | 馬克·巴爾多                  | 西恩·凱瑟琳·德瑞克     | 2010年9月23日                             |
| 阿爾法一號小隊被派去調查新斯戴勒克城一件奇怪隕石事件，但當雷霆與腐蝕魔到來時，雪暴很快意識到這是一個陷阱。雷霆發射一枚星雲氣團的砲彈擊中了雪暴，生死未卜。烈焰、旋風和閃電戴著新技術「粒子控制器」派往現場。他們抵達後，爆裂狂和核熔也隨之到來。天空中出現了一個黑洞，讓英雄們的武器都被收走，雪暴發現過去背叛自己的新兵尼斯就在當中，對方現在成為「力暴雷伯爵」。雪暴和烈焰跳入黑洞中，但兩人正被下方的黑洞吸入。力暴雷攻擊雪暴，但烈焰利用內建的引力裝置摧毀了黑洞；雪暴奪走力暴雷的黑洞球手杖並將對方吸入手杖中。與此同時，剩下的英雄們用上了粒子控制器，擊敗並逮捕了新斯戴勒克城的四名罪犯。回到馬古樂英雄市後，小隊被記者「摩羯」丹妮拉逼問，雪暴則向記者介紹了三名新兵們，並直稱了烈焰的名字。英雄將力暴雷的手杖放置於保險室中。 |                                |                              |                        |                                           |
| 5 | 烈火的考驗 Ordeal of Fire      | 霍華·E·貝克（Howard E. Baker）              | 傑西·佩羅奈爾（Jesse Peyronel）      | 2011年4月11日                             |
| 太空22號輸油站遭到由火王、雷火鑽、烈焰霸和大黃蜂組成的火惡棍襲擊時，工人們向英雄工廠發送警報，雪暴、烈焰、閃電和旋風前來與之對抗並疏散工人。與此同時，馬古樂先生在他的年度主題演講中展示了新技術「升級」（The Upgrade），新人英雄伊奧和力斯成為首批升級的機器人。烈焰奉命進行偵察，並發現惡棍正在從燃料中汲取能量，旋風設法透過運輸船營救工人，而火王被雪暴和烈焰分散注意力。發現他們的武器對反派不起作用，雪暴命令團隊撤退，但他們被敵方包圍。閃電透過攻擊燃料來引開火惡棍，阿爾法一號小隊被迫丟下他，帶著工人們離開。回到英雄工廠，阿爾法一號小隊說服馬古樂升級他們，訓練結束後，返回輸油站。在戰鬥中，烈焰向齊布請求支援，伊奧和力斯前來幫忙。制伏烈焰霸和雷火鑽後，火王逃跑並吸收更多的燃料。當英雄們靠近時，一艘飛船甩下大黃蜂、撞飛了火王。閃電下船表示自己設法脫身並向英雄工廠發送位置。回到英雄工廠後，火惡棍全數遭到逮捕，閃電的行為則得到了升級和表揚。 |                                |                              |                        |                                           |
| 6–7 | 蠻荒星球 Savage Planet         | 霍華·E·貝克                  | 傑西·佩羅奈爾          | 2011年9月5日                              |
| 新兵英雄洛卡被派去尋找墜毀在銙克（Quatros）星球的平民奧爾德斯。但洛卡遭到星球動物赤毒牙攻擊而昏迷。當洛卡貝報告失蹤時，阿爾法一號小隊配備了動物裝備並被派去尋找他。小隊發現艾度斯已變成了邪惡的「巫醫」，對方企圖侵占英雄飛船來離開此地。齊布告知他們銙克星球因過度開採變得不穩定，從核心逐漸崩壞。小隊找到了一座古老的運輸裝置，能用來立即將他們運送到通往星球核心的中央礦井。力斯結論裝置只能運送三名英雄，引起烈焰及洛卡競爭起來。雪暴、洛卡和博克進入傳送點，但體積卻被縮小。烈焰、力斯和史汀穿過叢林，但在跋涉中遭到巨魔蠍與毒蜂怪伏擊。當他們受到攻擊時，巫醫觀察他們陶醉於勝利之中。洛卡一隊到達中央礦井，並發現被奴役的猩猩象正在開採銙石。巫醫找到了英雄們，並在他用來攜帶銙石的盒子裡困住了博克和洛卡。藉由拔掉背上的銙石，從巫醫手中解放了被奴役的巨魔蠍、毒蜂怪和猩猩象。在烈焰的提議下，洛卡接受了改裝，賦予他更高大、靈活的盔甲和更強大的雙爪，得以與巫醫勢均力敵，但巫醫卻擊倒了洛卡。雪暴趁機奪走了巫醫的手杖令對方失去力量。最後在星球即將毀滅時，烈焰和博克成功將銙石帶回了星球的核心，恢復到以前的狀態。事後，巫醫被英雄逮捕，雪暴讚賞了烈焰，洛卡也與烈焰和平共處。 |                                |                              |                        |                                           |
| 8–9 | 越獄 Breakout                  | 霍華·E·貝克                  | 亞當·比徹              | 2012年4月2日                              |
| 英雄工廠發生了前所未有的越獄事件，將所有被囚禁的惡棍們釋放到銀河系中，他們開始到處散佈混亂和破壞。所有英雄都被召集到任務控制中心，齊布表示由於反派人數眾多，每位英雄將被單獨派去逮捕他們，此行動被命名為「星際大追捕」（Catch 'Em and Cuff 'Em）。阿爾法一號小隊根據惡棍已知地點的環境升級了新的裝甲和武器。越獄的幕後主謀者為黑暗軍團的勾魂，越獄只為了分散英雄們的注意力，以便在他們追捕目標時試圖摧毀英雄工廠的裝配塔。當雪暴、烈焰、伊奧、力斯、閃電、博克和史汀被派去抓捕並銬住惡棍時，洛卡因「安全原因」留在英雄工廠。然而，制伏齊布等任務管理人員的勾魂開啟了英雄工廠的故障安全防護罩，阻擋了建築物與執行任務的英雄之間的所有通訊，並阻止任何人離開或進入。隨著反派佔據上風，各種星系的情況變得更糟。然而，英雄們都設法抓住並銬住了逃跑的惡棍。齊布將情況告訴了洛卡，後者設法降下了防護罩，讓返回的阿爾法一號小隊進入英雄工廠，對付勾魂。洛卡在裝配塔逮到了勾魂，透過能量過載癱瘓了對方。隨著英雄工廠的秩序恢復，齊布向阿爾法一號小隊和馬古樂先生透露，勾魂被捕前將建築物的結構圖發送給了一個未知地點。此時，收到結構圖的「神秘惡棍」竊笑著。                                                   |                                |                              |                        |                                           |
| 10 | 大腦攻擊波 Brain Attack        | 麥可·D·布拉克（Michael D. Black）和傑·奧利瓦 | 亞當·比徹              | 2013年3月7日（網路） 2013年4月4日（電視） |
| 由未知主謀發射的大腦沙蟲（Brains）被送到馬古樂星球，感染並控制眾多的本土生物，組織成一批軍隊進攻英雄城市。英雄們正在因先前的任務成功而慶祝著，接著他們送到英雄工廠升級以與並控制的生物戰鬥。烈焰被任命為任務的指揮官，領導眾人在城市內擊退敵人，直到發現一條巨龍「龍鏢」前往英雄工廠。洛卡利用噴射背包獨自追逐龍鏢，最後成功讓牠脫離沙蟲的控制。與此同時，閃電被沙蟲控制並使用組裝塔派出一支沒有靈魂的「空白」英雄無人機軍隊。在旋風的幫助下，閃電從控制中解脫、恢復了意識，順勢解除無人機軍隊。在戰鬥的善後清理中，更多沙蟲被發現潛伏在工廠下方、由龍鏢打出的地洞，讓工人遭受攻擊。 |                                |                              |                        |                                           |
| 11 | 地下危機 Invasion from Below   | 約根·克魯賓                  | 亞當·比徹              | 2014年1月9日（網路）                      |
| 在安特羅波利斯（Antropolis）市，一項新地鐵地鐵線項目的演習意外釋放了來自地心的生物「跳躍蟲」，牠們綁架了施工人員。英雄工廠派伊奧去調查，導致巨獸現身襲擊了這座城市。阿爾法一號小隊透過打造戰鬥機甲來阻止野獸。旋風發現怪物們正在互相交流，而雪暴和烈焰被跳躍蟲綁架。剩下的英雄們打造更多機甲來探索隧道，英雄工廠的增援部隊則在地面上對抗跳躍蟲。經過多次探索，小隊到達巢穴，發現他們失蹤的隊友藏在繭中，被看管野獸母后，母后則呼叫更多野獸集結於此。旋風與母后交談，說服對方釋放其他英雄並讓他們全部離開。然而，其中一隻跳躍蟲讓英雄的槍走火，使巢穴的卵落入強酸中死去。母后被激怒，迫使英雄們反擊。最後，母后和幼獸們掉落底下深不見底的強酸洞中。英雄們逃出來，隧道被重新密封，將怪物留在裡頭。英雄們回到了英雄工廠，卻沒有意識到藏在飛船的裝載甲板上的一顆挖掘繭。 |                                |                              |                        |                                           |

## 改編電影
2012年5月，據《好萊塢報導》，環球影業正在與樂高洽談英雄工廠的電影改編權，《終極戰士團》（2010年）編劇麥可·芬奇（Michael Finch）和艾力克斯·利特瓦克（Alex Litvak）有望執筆劇本。該項目由馬克·高登公司的馬克·高登和布萊恩·祖里夫（Bryan Zuriff）聯合的班傑明·福克納（Ben Forkner）和狄恩·史奈德（Dean Schnider）製作。隨著玩具產品線在2014年停產，電影計畫未有後續進展。

## 外部連結
- 互联网电影数据库（IMDb）上《樂高英雄工廠》的资料（英文）
- Nicktoons: Hero Factory: Four Night Mini-Series （页面存档备份，存于）
- HEROsector01, An external wiki （页面存档备份，存于）